# Sandoricum caudatum
Sandoricum caudatum är en tvåhjärtbladig växtart som beskrevs av D.J. Mabberley. Sandoricum caudatum ingår i släktet Sandoricum och familjen Meliaceae. Inga underarter finns listade i Catalogue of Life.